# Gymnocladus dioica
Espèce
Synonymes
- Guilandina dioica L.[1] [2]
- Gymnocladus canadensis Lam.[1] [2]

Gymnocladus dioicus, le chicot du Canada ou gymnocladier dioïque, aussi parfois appelé « gros févier », « bonduc » ou « arbre à café du Kentucky », est une espèce du genre Gymnocladus, de la sous-famille des Caesalpinioideae et de la famille des Fabaceae. C'est un arbre trouvé au Canada et aux États-Unis.

## Description

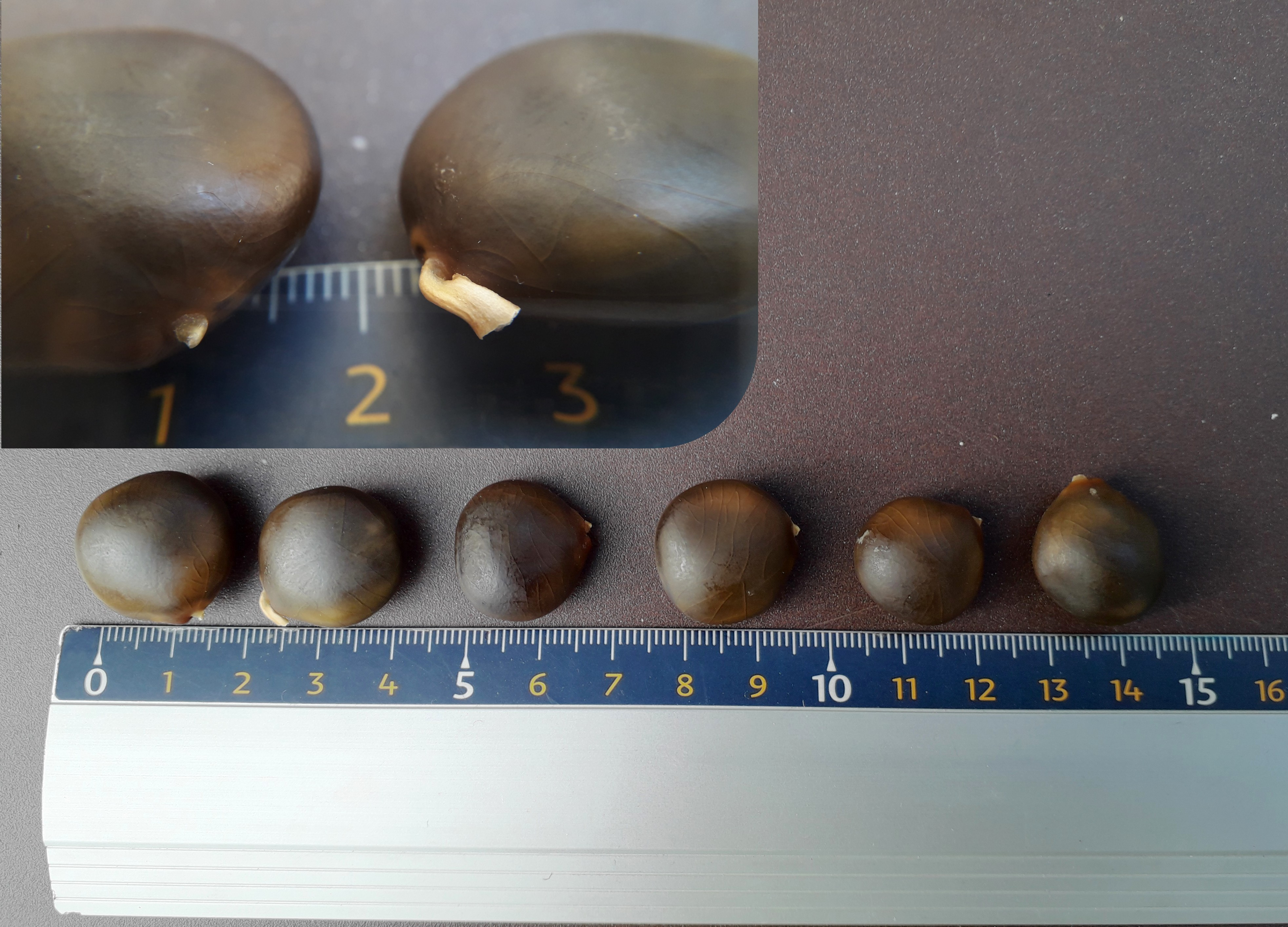
Graines de chicot févier (détails).

Gros plan sur une graine de chicot févier fendue, montrant l'épaisseur de l'enveloppe de la graine.

C'est un arbre de dimension moyenne avec un tronc assez droit et un houppier assez léger en dôme, mesurant jusqu'à 20 m de haut. 
Le caractère de détermination principal est constitué par ses très grandes feuilles composées bipennées (doublement subdivisées) qui peuvent atteindre 1 m de longueur. Les folioles sont donc eux-mêmes composées, et ressemblent aux feuilles pennées entières des robiniers ou du sophora. On peut ainsi facilement confondre au premier abord ces feuilles avec des rameaux feuillés. La feuillaison est tardive. Le feuillage devient jaune en automne. 
C'est une espèce dioïque. La floraison est relativement discrète si l'on compare aux autres arbres de la même famille. Les inflorescences sont composées de petites fleurs blanches non papilionacées (contrairement à la plupart des autres fabacées qui ont des fleurs papilionacées), à cinq pétales semblables et cinq sépales semblables plus étroites. Elles sont très mellifères.
Les fruits sont des très grosses gousses (typiques de la famille), épaisses, atteignant 25 cm de long avec des graines cireuses à l'intérieur.

## Taxinomie
Le nom Gymnocladus est masculin, car c'est un dérivé de -cladus, qui vient du grec klados, lui-même masculin (article 62.2 du code de nomenclature). Synonyme reconnu : Gymnocladus canadensis Lamarck. Les noms vernaculaires suivants sont de plus utilisés : bonduc, chicot, chicot du Canada, gros févier et gymnocladier dioïque .

## Répartition
Gymnocladus dioicus est considéré comme une espèce rare. Elle est présente de manière éparse. Sa distribution naturelle est limitée, présente depuis le sud de l'Ontario au Canada   et aux États-Unis depuis le Kentucky (où les Européens l'ont découverte) et à l'ouest de la Pennsylvanie à l'est, jusqu'au Kansas, à l'est du Nebraska, et au sud-est du Dakota du Sud à l'ouest, jusqu'au sud du Wisconsin et du Michigan au nord, et jusqu'au nord de la Louisiane au sud. 
Généralement présent sous la forme d'individus isolés largement disséminées ou de petits groupes avec des systèmes racinaires interconnectés. L'arbre se rencontre dans les plaines inondables et les vallées fluviales mais aussi on la trouve parfois sur les coteaux rocheux et les forêts calcicoles. Dans la partie nord-est de son aire de répartition, des bosquets apparemment naturels de cet arbre sont associés à des sites connus de villages préhistoriques. Dans certaines parties de sa distribution, l'arbre pourrait être utilisé comme un indicateur de la présence de calcaires ou de sols calcaires.

## Utilisation
Les graines peuvent être grillées et utilisées comme substitut des grains de café, d'où son nom vernaculaire en anglais « Kentucky coffeetree » ; toutefois, les gousses et les graines crues sont toxiques. 
Le bois est dur et durable, il est utilisé par les ébénistes et les charpentiers.
De 1976 à 1994, c'était l'arbre officiel du Kentucky, avant d’être remplacé par le tulipier.
Il est fréquemment utilisé en Amérique du Nord pour l'ornement dans les parcs et jardins et comme arbre d'alignement dans les rues des villes, notamment au Québec, mais aussi à travers les États-Unis, y compris en Californie. En Europe il connait les mêmes usages mais reste une essence bien plus anecdotique, dont la plantation est beaucoup moins intensive que celle du robinier faux-acacia ou du févier d'Amérique. Bien qu'il soit très rustique et se développe très bien, il ne parvient pas à fleurir et fructifier tous les ans en Europe de l'Ouest, car il a besoin d'un climat continental avec un hiver froid et un été chaud.

Gymnocladus dioicus
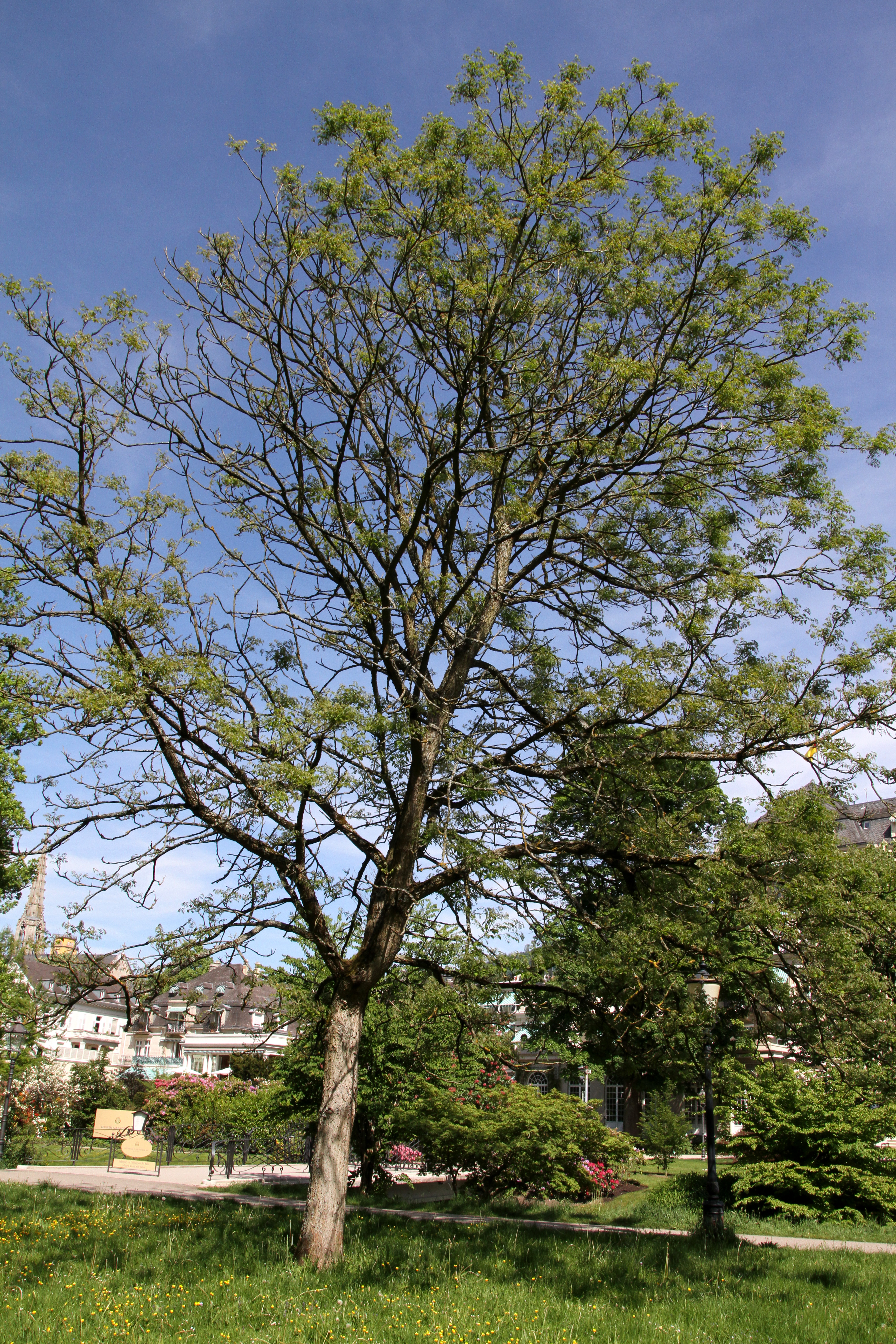
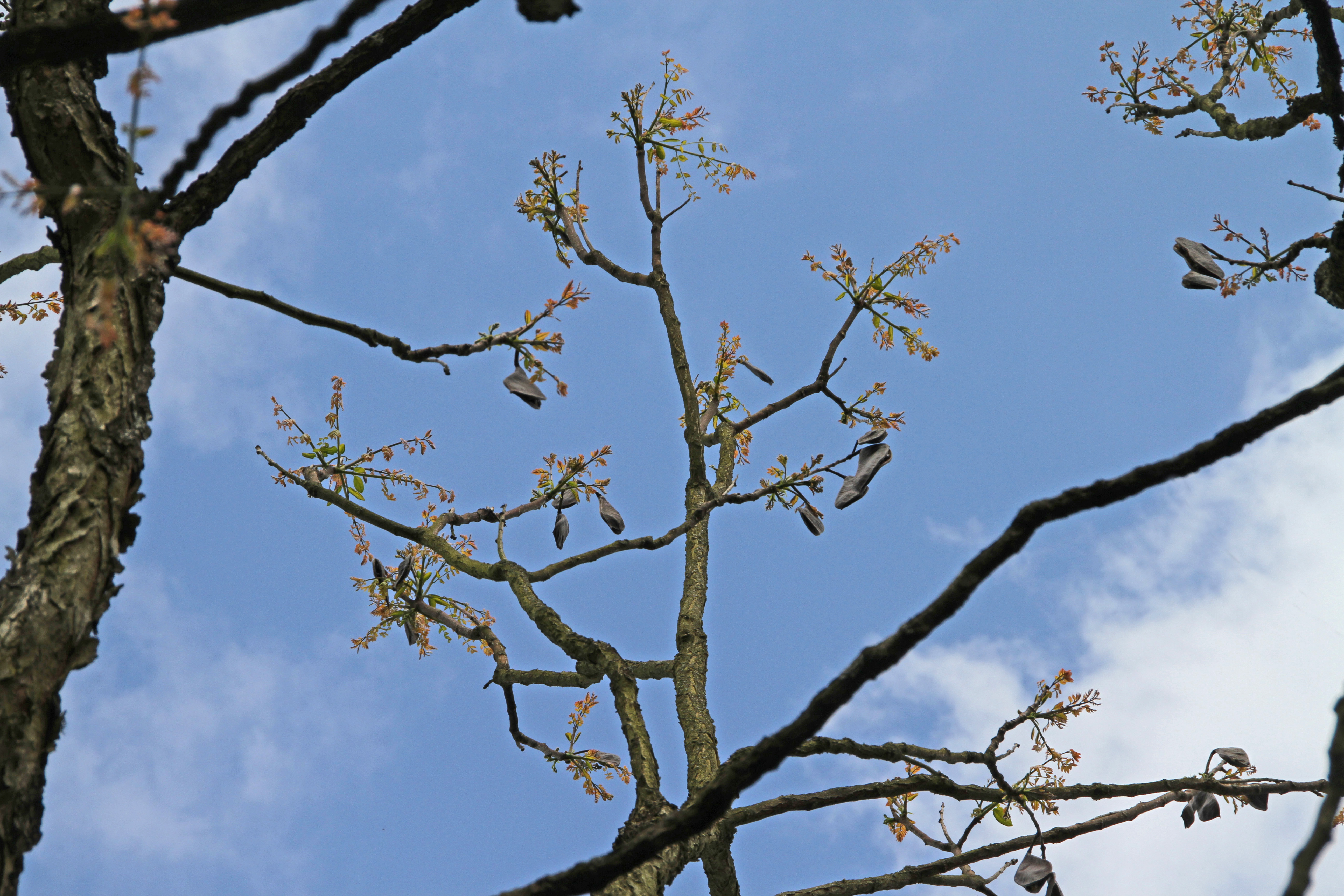
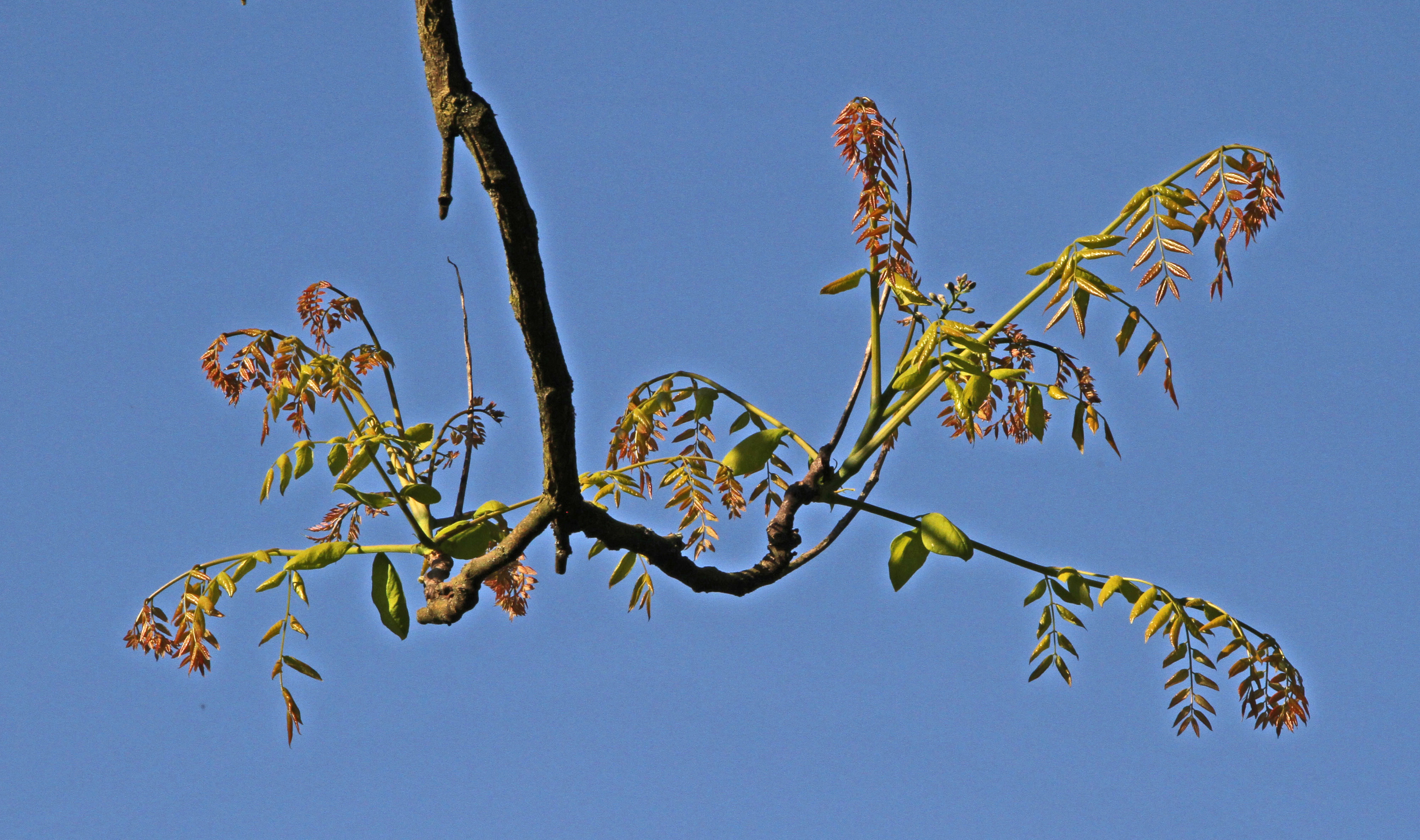
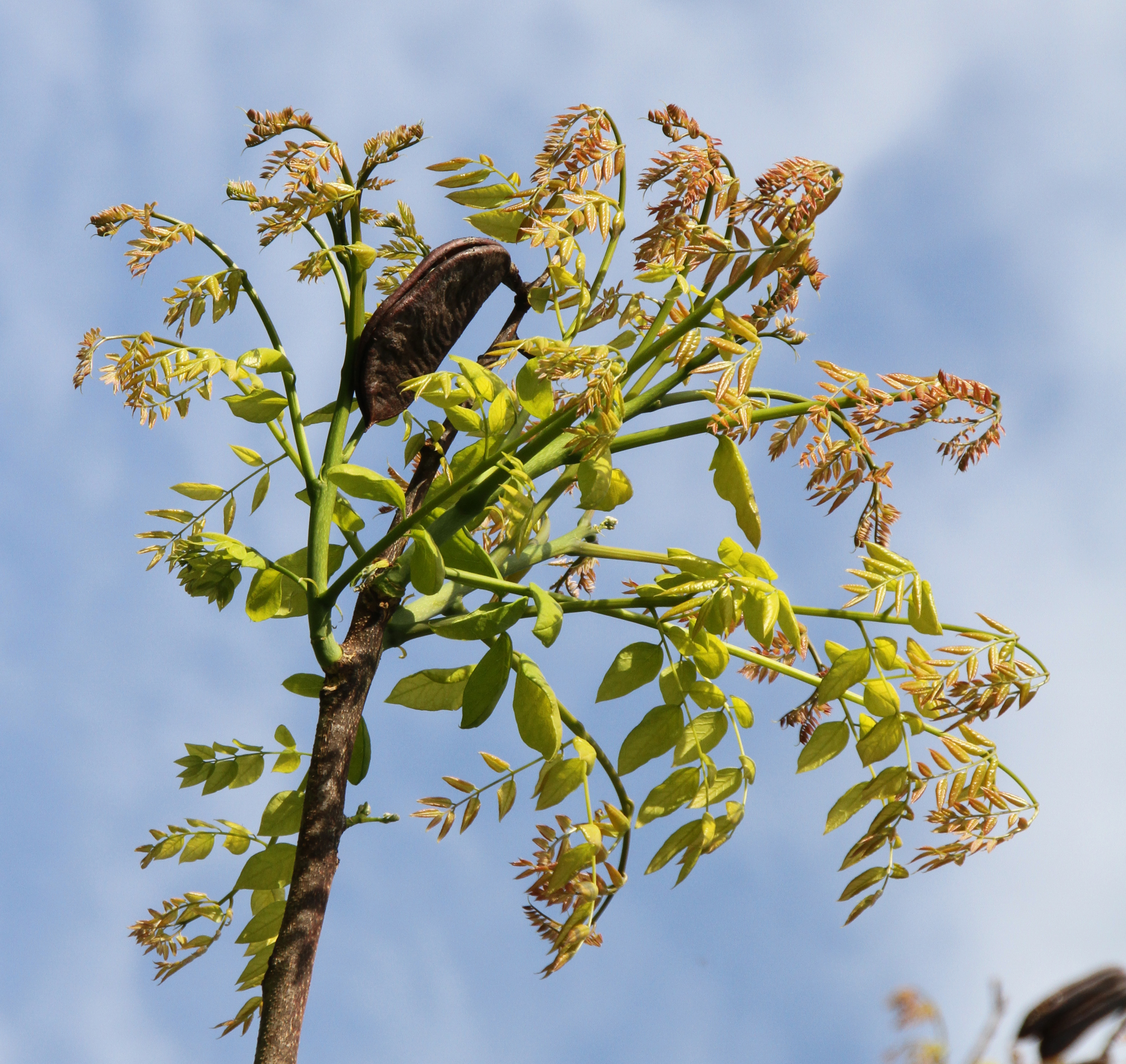
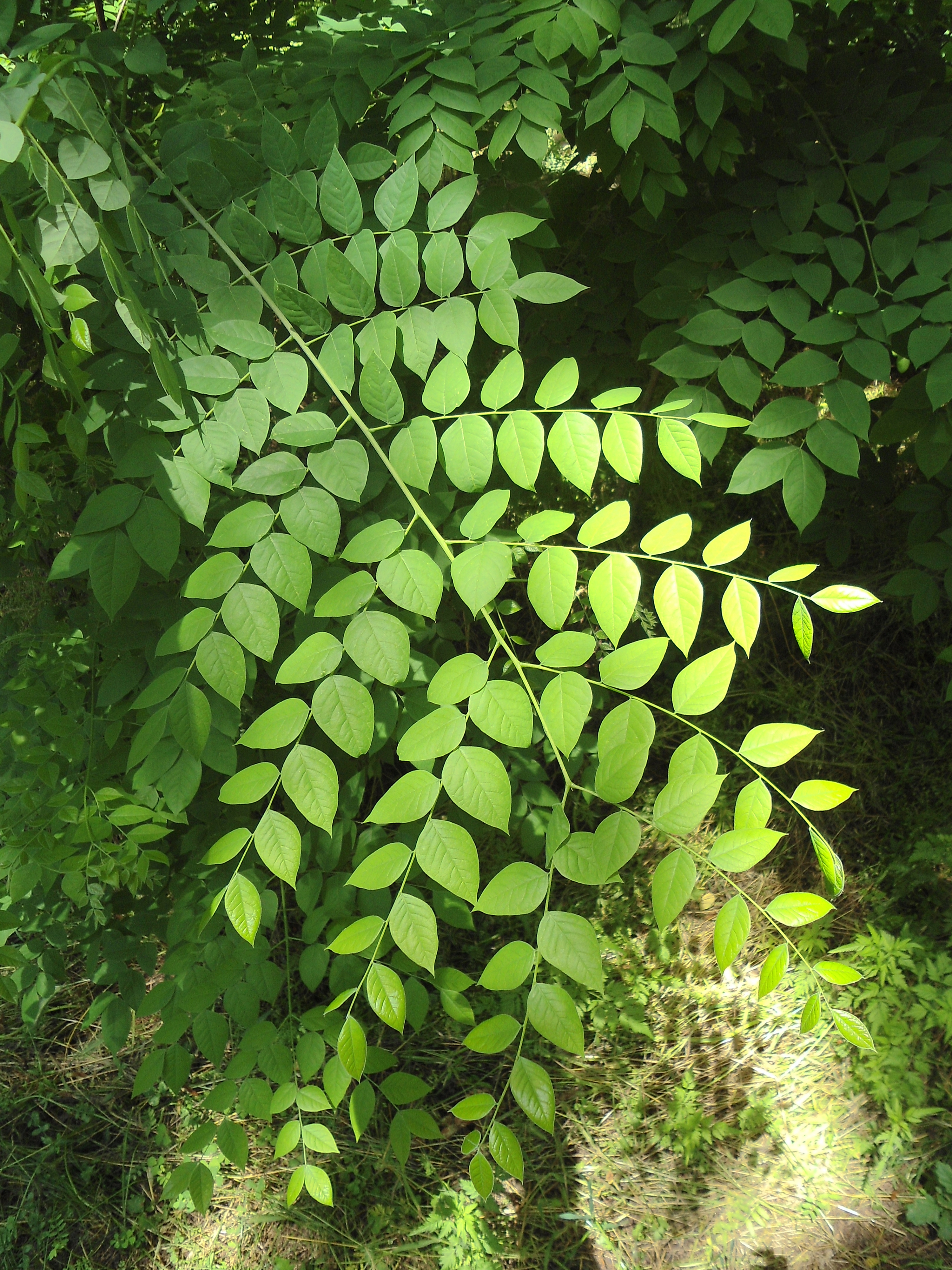
Une grande feuille composée bipennée
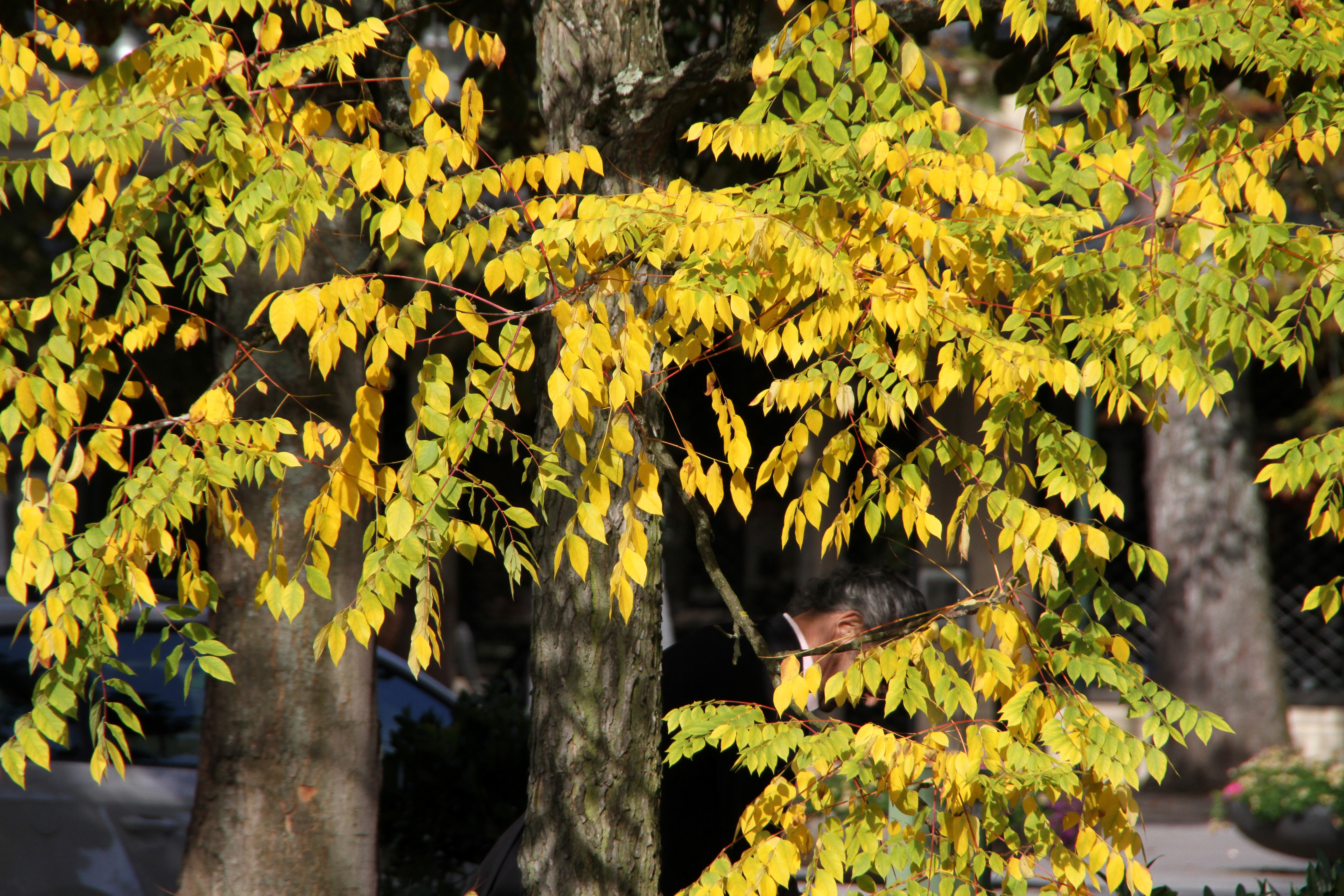
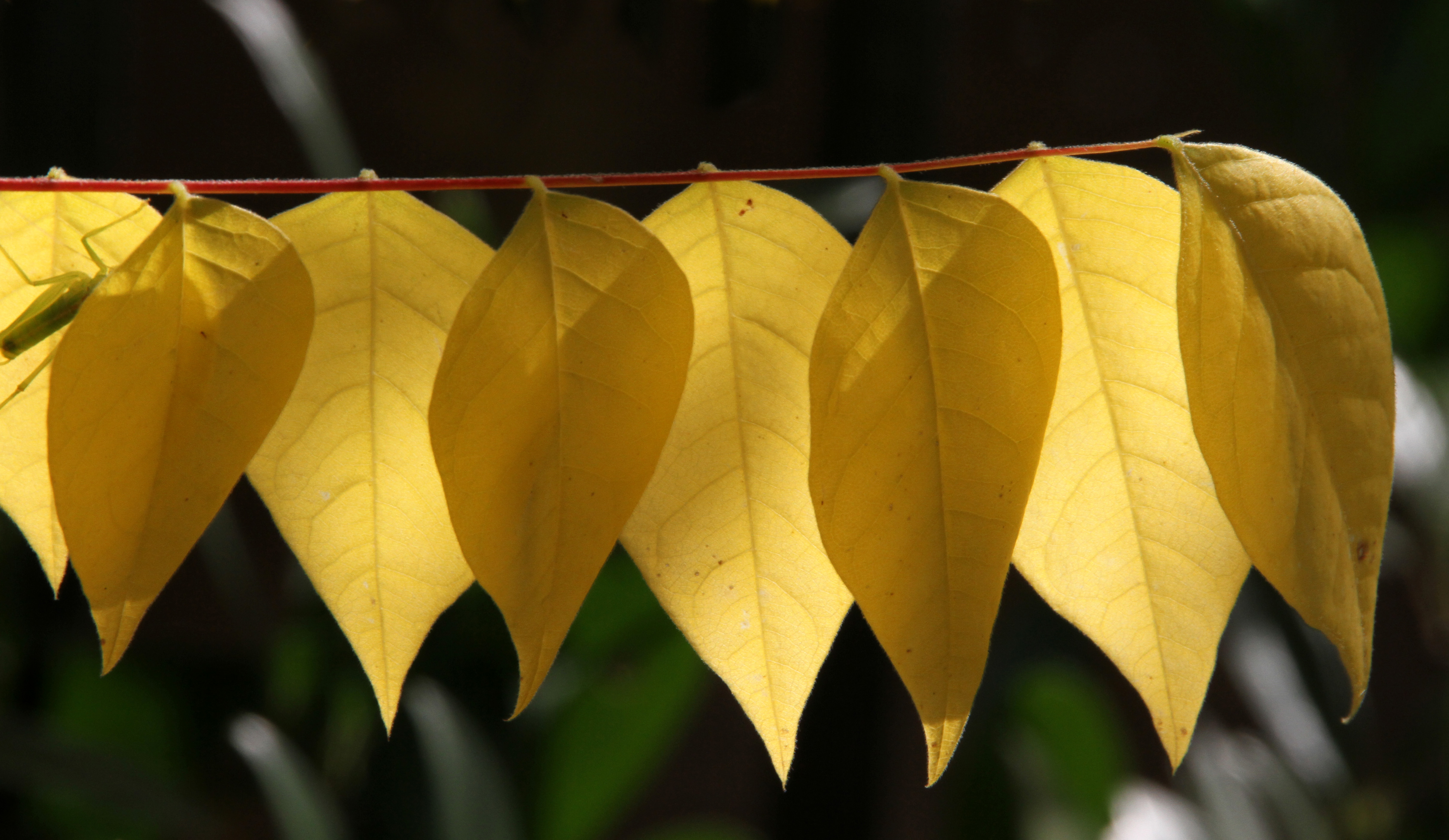
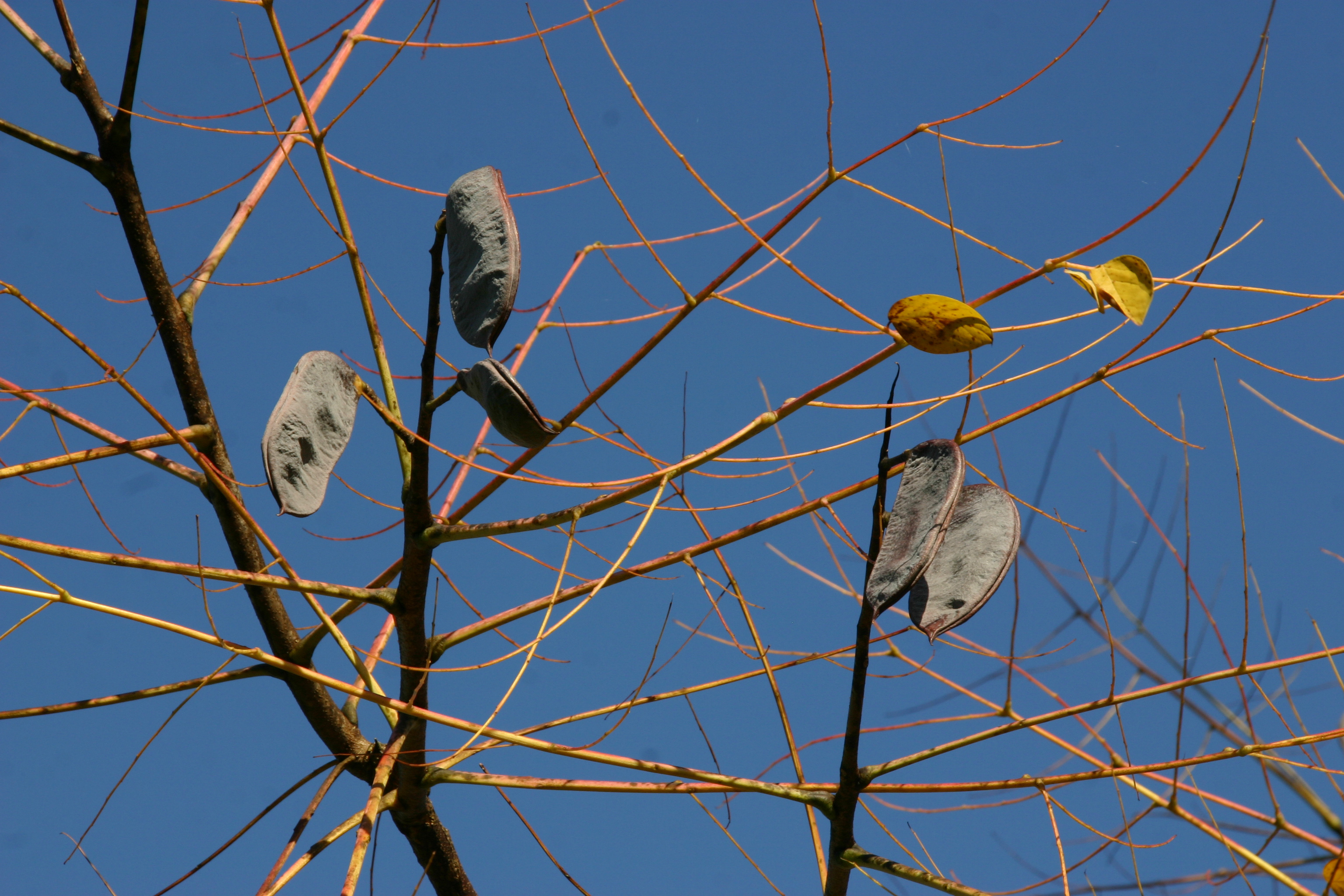